# Enzo Jannacci in teatro
Enzo Jannacci in teatro è il primo album dal vivo del cantante italiano Enzo Jannacci, pubblicato nel 1965 dalla Jolly.
L'album è stato ristampato dalla Joker sei anni più tardi.

## Descrizione
Si tratta in assoluto di uno dei primi dischi italiani realizzati dal vivo, precisamente durante la tappa milanese dello spettacolo 22 canzoni, realizzato insieme a Dario Fo nel 1964. 
Alcune di queste canzoni verranno in seguito pubblicate in versione in studio su 45 giri(L'Armando/La forza dell'amore nel maggio 1964, Sfiorisci bel fiore/Non è vero nell'aprile 1965, Veronica/Soldato Nencini nel maggio 1965; di questi ultimi brani verranno ripresi solo i brani sul lato A); Qualcosa da aspettare è una cover di un brano del cantautore torinese Fausto Amodei.

Sfiorisci bel fiore ha la seconda strofa con un testo diverso rispetto alla versione su 45 giri.

Altre canzoni, infine, erano già state interpretate da Dario Fo in precedenza: Aveva un taxi nero (dallo spettacolo I sani da legare, del 1954) e Il foruncolo (Fo l'aveva presentata a Canzonissima del 1962).

Nel 1968, nell'album Le canzoni di Enzo Jannacci, la Ricordi pubblicò un provino inedito della canzone Niente, che Jannacci inserì in questo live.

Il disco contiene alcuni dei pezzi di Jannacci più conosciuti: in particolare, si ricordano Aveva un taxi nero, Il primo furto non si scorda mai, Prete Liprando e il giudizio di Dio e L'Armando, discreto successo su 45 giri.

## Tracce
Lato A
1. Ohè sunt chi (testo di Dario Fo; musica di Enzo Jannacci)
2. Qualcosa da aspettare (testo e musica di Fausto Amodei)
3. Sopra i vetri (testo di Dario Fo; musica di Fiorenzo Carpi)
4. Aveva un taxi nero (testo di Dario Fo; musica di Fiorenzo Carpi)
5. Un foruncolo (testo di Dario Fo; musica di Fiorenzo Carpi)
6. La forza dell'amore (testo di Dario Fo; musica di Enzo Jannacci)

Lato B
1. Veronica (testo di Dario Fo e Sandro Ciotti; musica di Enzo Jannacci)
2. Prete Liprando e il giudizio di Dio (testo di Dario Fo; musica di Enzo Jannacci)
3. Il primo furto non si scorda mai (testo di Dario Fo; musica di Enzo Jannacci)
4. Sfiorisci bel fiore (testo e musica di Enzo Jannacci)
5. Niente (testo e musica di Enzo Jannacci)
6. L'Armando (testo di Dario Fo; musica di Enzo Jannacci)

## Collaboratori
- Così come nel precedente album, anche qui la maggior parte dei testi è stata realizzata con la collaborazione di Dario Fo.
- Anche il giornalista sportivo Sandro Ciotti ha collaborato alla stesura di Veronica.